# Rachel Bayliss
Rachel Bayliss es una jinete británica que compitió en la modalidad de concurso completo.
Ganó una medalla de oro en el Campeonato Mundial de Concurso Completo de 1982 y dos medallas en el Campeonato Europeo de Concurso Completo, oro en 1983 y plata en 1979.

## Palmarés internacional
| Campeonato Mundial | Campeonato Mundial | Campeonato Mundial | Campeonato Mundial |
| Año                | Lugar              | Medalla            | Categoría          |
| ------------------ | ------------------ | ------------------ | ------------------ |
| 1982               | Luhmühlen (RFA)    | Medalla de oro     | Por equipos        |
| Campeonato Europeo |                    |                    |                    |
| Año                | Lugar              | Medalla            | Categoría          |
| 1979               | Luhmühlen (RFA)    | Medalla de plata   | Individual         |
| 1983               | Frauenfeld (Suiza) | Medalla de oro     | Individual         |